# Alexander G. Barry
Alexander G. Barry (Astoria, 1892. augusztus 23. – Portland, 1952. december 28.) az Amerikai Egyesült Államok szenátora (Oregon, 1938–1939).